# Дуюнов (хутор)
Дуюнов — хутор в Ахтубинском районе Астраханской области России. Входит в состав Капустиноярского сельсовета.

## География
Хутор находится в северной части Астраханской области, в левобережной части поймы реки Волга, на расстоянии примерно 33 км (по прямой) к северо-востоку (ENE) от города Ахтубинск, административного центра района. Абсолютная высота — 12 м ниже уровня моря.

### Климат
Климат умеренный, резко континентальный. Характеризуется высокими температурами летом и низкими зимой, малым количеством осадков, а также большими годовыми и летними суточными амплитудами температуры воздуха.

## Население
| 2002 | 2010 |
| ---- | ---- |
| 3    | ↗7   |

### Половой состав
По данным Всероссийской переписи, в 2010 году численность населения хутора составляла 7 человек (3 мужчины и 4 женщины).

### Национальный состав
Согласно результатам переписи 2002 года, в национальной структуре населения русские составляли 100 %.